# Eugen Dumont
Eugen Dumont (* 30. Juli 1877 in Küstrin, Deutsches Reich; † 21. Dezember 1957 in Göttingen, Bundesrepublik Deutschland) war ein deutscher Schauspieler bei Bühne und Film und ein Theaterregisseur, mit über sechs Jahrzehnten Bühnenpräsenz einer der Doyens der deutsch-österreichischen Theaterlandschaft des 20. Jahrhunderts.

## Leben und Wirken

### Ausbildung und Bühnenarbeit bis 1945
Dumont durchlief seine künstlerische Ausbildung in den Jahren 1894/95 an der Theaterakademie Freiherr von Bodenhausen in Breslau und erhielt sein erstes Engagement 1895 vom Thalia-Theater der schlesischen Hauptstadt. Bis zu seinem Tode 1957 passierte Eugen Dumont nur wenige Theaterstationen und blieb oftmals viele Jahre lang ein und derselben Spielstätte treu. Dabei handelte es sich um die bedeutendsten deutschsprachigen Bühnen jener Zeit: Beginnend mit einer Verpflichtung an das von Josef Jarno geführten Theater in der Josefstadt in Wien waren Dumonts folgende Stationen das Deutsche Theater in Berlin (noch vor dem Ersten Weltkrieg) mit den angeschlossenen Kammerspielen, beide unter der Leitung Max Reinhardts, und viele Jahre lang das Düsseldorfer Schauspielhaus (wo man ihn anfangs auch Regie führen ließ) unter der Leitung der mit ihm nicht verwandten Louise Dumont, nur unterbrochen von einem vierjährigen Intermezzo am Wiener Deutschen Volkstheater (1922 bis 1926). In seiner Wiener Zeit war Dumont mit der fast 27 Jahre jüngeren Berufskollegin Ria Thiele verheiratet, die er vom Düsseldorfer Schauspielhaus her kannte.

### Die letzten Bühnenjahre und Filmverpflichtungen
Mit Kriegsende 1945 endete Eugen Dumonts jahrzehntelange Zugehörigkeit zum Düsseldorfer Schauspielhaus. Es folgte seine letzte Lebensphase am Deutschen Theater in Göttingen unter der Leitung von Heinz Hilpert. Hier sah man Dumont in den verschiedensten Altersrollen wie etwa als Lukas in Hugo von Hofmannsthals Der Schwierige (1954) sowie als Martin in Federico García Lorcas Doña Rosita, als Müller in Gustav Freytags Die Journalisten und als Arzt in William Shakespeares König Lear (alles 1955). Gastspielreisen führten den Künstler unter anderem nach Antwerpen, Budapest, Bukarest, Amsterdam und Brüssel.
Vor die Kamera trat Eugen Dumont erstmals zu jener Zeit, als er am Deutschen Volkstheater in Wien verpflichtet gewesen war. 1924 verkörperte den russischen Kriegsminister in dem Spionagedrama Oberst Redl und zwei Jahre darauf den ersten Sowjetdiktator Lenin in Die Brandstifter Europas, der thematischen Fortentwicklung seines Debütfilms. Regelmäßig filmisch aktiv wurde Dumont, beginnend 1949 mit Curt Goetzens Frauenarzt Dr. Prätorius, erst in seinen Göttinger Jahren. Hier spielte er knorrige, bodenständige Alte ebenso wie Grandseigneurs und respekteinflößende Amtsträger aller Arten: einen Bauern in Veit Harlans Unsterbliche Geliebte, einen Justizrat in Karl Hartls Liebeskrieg nach Noten sowie einen Pförtner in dem Artistenfilm des Hollywood-Heimkehrers Kurt Neumann, Drei vom Varieté, Dumonts letzten Kinofilm.

## Filmografie
- 1924: Oberst Redl
- 1926: Die Brandstifter Europas
- 1927: Bilderbogen der Ehe
- 1949: Frauenarzt Dr. Prätorius
- 1950: Unsterbliche Geliebte
- 1951: Niedersachsen im Aufbau (Dokumentarkurzfilm)
- 1952: Tausend rote Rosen blühn
- 1952: Bis wir uns wiederseh’n
- 1952: Hab’ Sonne im Herzen
- 1953: Liebeskrieg nach Noten
- 1954: Drei vom Varieté